# Mistrzostwa Europy w Zapasach 1970
26. Mistrzostwa Europy w zapasach odbywały się w 1970 roku w Berlinie w NRD.

## Styl klasyczny

### Medaliści
| Konkurencja | Złoto                | Srebro            | Brąz                |
| ----------- | -------------------- | ----------------- | ------------------- |
| -48 kg      | Gheorghe Berceanu    | Henrik Gál        | Lorenzo Calafiore   |
| -52 kg      | Petyr Kirow          | Boško Marinko     | Klim Oslojew        |
| -57 kg      | János Varga          | Ion Baciu         | Christo Trajkow     |
| -62 kg      | Heinz-Helmut Wehling | Martti Laakso     | Ivan Kaspar         |
| -68 kg      | Klaus-Peter Göpfert  | Sreten Damjanović | Manfred Schöndorfer |
| -74 kg      | Wiktor Igumenow      | Momir Kecman      | Franz Berger        |
| -82 kg      | Milan Nenadić        | Adam Ostrowski    | Rudolf Vesper       |
| -90 kg      | Walerij Riezancew    | Lothar Metz       | Josip Čorak         |
| -100 kg     | Per Svensson         | Ferenc Kiss       | Marin Kolew         |
| +100 kg     | Roland Bock          | Edward Wojda      | Aleksandyr Tomow    |

### Tabela medalowa
| Lp. | Państwo    | Złoto | Srebro | Brąz |
| --- | ---------- | ----- | ------ | ---- |
| 1   | NRD        | 2     | 1      | 1    |
| 2   | ZSRR       | 2     | 0      | 1    |
| 3   | Jugosławia | 1     | 3      | 1    |
| 4   | Węgry      | 1     | 2      | 0    |
| 5   | Rumunia    | 1     | 1      | 0    |
| 6   | Bułgaria   | 1     | 0      | 3    |
| 7   | RFN        | 1     | 0      | 1    |
| 8   | Polska     | 0     | 2      | 0    |

## Styl wolny

### Medaliści
| Konkurencja | Złoto               | Srebro            | Brąz             |
| ----------- | ------------------- | ----------------- | ---------------- |
| -48 kg      | Rafik Gadsziew      | Jürgen Möbius     | Attila Laták     |
| -52 kg      | Baju Baew           | Ali Rıza Alan     | Petre Ciarnău    |
| -57 kg      | Iwan Szawow         | Pawieł Maljan     | Hasan Karaman    |
| -62 kg      | Enju Todorow        | Wiktor Markelow   | Petre Coman      |
| -68 kg      | Ismaił Juseinow     | József Rusznyák   | Safer Sali       |
| -74 kg      | Sarberg Beriaszwili | Jan Karlsson      | Angeł Petrow     |
| -82 kg      | Horst Stottmeister  | Iwan Iliew        | Vasile Iorga     |
| -90 kg      | Boris Guriewicz     | Károly Bajkó      | Ramadan Achmedow |
| -100 kg     | Ahmet Ayık          | Iwan Jarygin      | Wasił Todorow    |
| +100 kg     | Leonid Kitow        | Gıyasettin Yılmaz | Peter Germer     |

### Tabela medalowa
| Lp. | Państwo  | Złoto | Srebro | Brąz |
| --- | -------- | ----- | ------ | ---- |
| 1   | ZSRR     | 4     | 3      | 0    |
| 2   | Bułgaria | 4     | 1      | 3    |
| 3   | Turcja   | 1     | 2      | 1    |
| 4   | NRD      | 1     | 1      | 1    |
| 5   | Węgry    | 0     | 2      | 1    |